# Чилипи
Чилипи (хорв. Čilipi) — местечко в Хорватии, административно принадлежит к составу Дубровницко-Неретванской жупании муниципалитиета Конавле. Расположено в 22 км от Дубровника и в 5 км от города Цавтат. Известно благодаря аэропорту Дубровника.

## История
Чилипи в 1426 году вошло в состав Дубровницкой республики, а со временем получило статус посёлка. Во время войны между 1991—1992 гг. почти всё село было сожжено, а жители изгнаны. Село было освобождено от захватчиков осенью 1992 года. Война оставила тяжёлые последствия и вред, нанесённый культурному наследству.

## Население
По состоянию на 2001 год в Чилипи проживало 838 жителей.